# اکستر
اکستر (به انگلیسی: Exeter) از شهرهای ناحیه جنوب غربی انگلستان در شهرستان دوون است. اکستر ۱۲۹۸۰۰ نفر جمعیت دارد.
1. ↑  "Exeter | England, United Kingdom | Britannica". www.britannica.com (به انگلیسی). Retrieved 2023-05-11.